# Machail

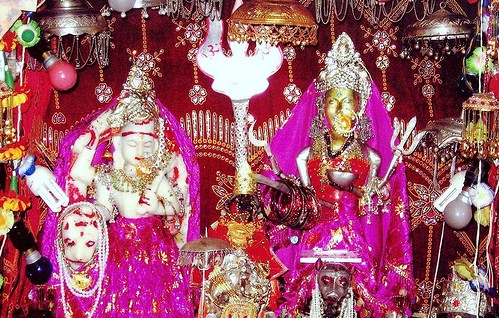
Figuren im Hindu-Tempel

Machail oder Machail Mata ist ein Dorf und eine Pilgerstätte im Distrikt Kishtwar des indischen Unionsterritoriums Jammu und Kashmir. Hauptattraktion von Machail ist ein Hindu-Tempel, welcher der hinduistischen Göttin Durga gewidmet ist.

## Lage
Machail liegt im Kishtwar-Himalaya im Flusstal des Bhut Nal (mit Oberlauf bzw. Hauptquellfluss Dharlang) auf einer Höhe von etwa 2760 m. Ein Pilgerweg führt entlang dem Bhut Nal von der Kleinstadt Gulabgarh über Chositi (oder Chasoti) nach Machail.

## Geschichte
Im August 2025 kam es bei dem nahe gelegenen Dorf Chositi (oder Chasoti) aufgrund starker Niederschläge zu Sturzfluten mit mindestens 60 Toten, hauptsächlich Pilger auf dem Weg vom oder zum Hindu-Tempel in Machail.